# Allt om fritidshus
Allt om fritidshus, 2007–2010 med titeln På landet, var en tidskrift som gavs ut 2002–2019.

## Historik
Bonnier Tidskrifter offentliggjorde planerna på tidskriften i oktober 2001. Den startades som en svensk motsvarighet till norska Hytteliv som då givits ut i flera decennier. Det första numret gavs ut i mars 2002 och trycktes i 60 000-70 000 exemplar. Chefredaktör vid starten var Birgitta Westerberg.
Westerberg efterträddes 2004 av Håkan Larsson. År 2005 samordnades tidningen med Allt i Hemmet och Hem & Antik vilket innebar att dessa tidningars chefredaktör Linda Grahn även blev chefredaktör för Allt om Fritidshus.
Hösten 2006 utsågs Eva Birmann till ny chefredaktör. Birmann såg snart till att tidningen bytte namn till På landet. År 2006 hade Allt om Fritidshus en upplaga på 46 000 exemplar. Efter namnbytet till På landet sjönk TS-upplagan betydligt till 30 000 år 2008.
När Birmann gick i pension 2010 tog Bella Linde över som chefredaktör. I samband med detta återgick man även till det tidigare namnet Allt om Fritidshus.
Linde slutade som chefredaktör år 2012 och ersättes av Anders Carlén. Carlén kom då närmast från herrmodemagasinet King och rekryterade även nya redaktionschefen Mattias Falk från samma tidning för en större omgörning av Allt om fritidshus.
År 2015 köptes tidningen av Expressen.
Carlén slutade vid utgången av 2015 och ersattes som chefredaktör av Katarina Forsberg. Tidningens sista redaktör var Neime Chenon Cederblom. Tidningen lades ned i juni 2019.